# Balotaszállás
Balotaszállás (vyslovováno [balotasáláš], chorvatsky Blato) je velká vesnice v Maďarsku v župě Bács-Kiskun, spadající pod okres Kiskunhalas. Nachází se asi 8 km jihovýchodně od Kiskunhalasu. V roce 2015 zde žilo 1 499 obyvatel. Dle údajů z roku 2011 tvoří 95,3 % obyvatelstva Maďaři, 3,9 % Romové, 0,6 % Němci a 0,3 % Rumuni.
Sousedními vesnicemi jsou Ásotthalom, Domaszék, Kelebia, Kisszálás, Öttömös, Pusztamérges a Zákányszék, sousedními městy Kiskunhalas, Mórahalom, Mélykút a Tompa.